# Dienstgebäude der Eisenbahn (Heilbronn)

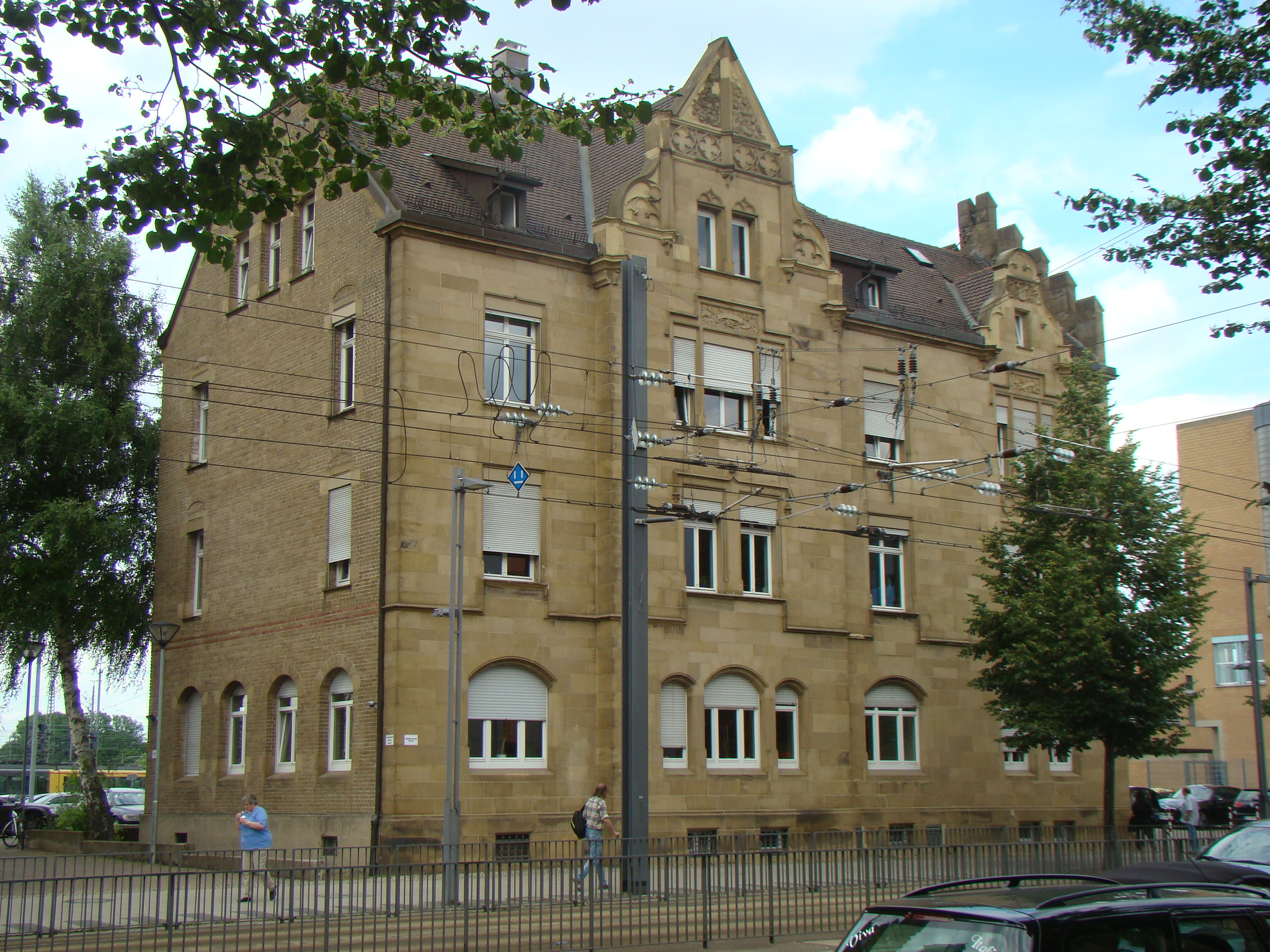
Dienstgebäude der Eisenbahn

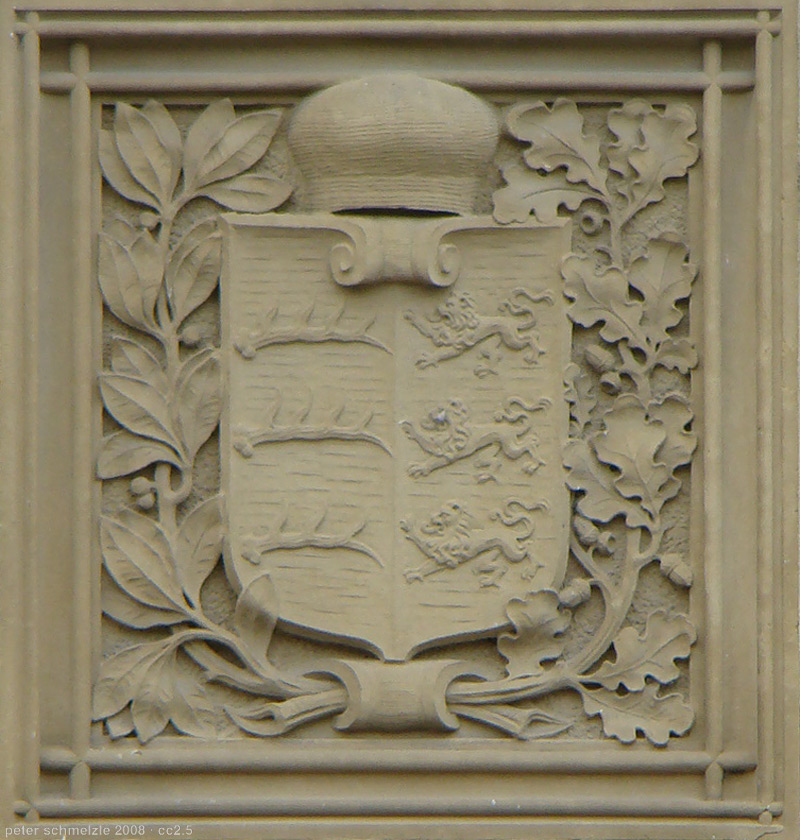
Württembergisches Wappen an der Fassade

Trauerzug für Major Kramer am Bahnhofsplatz 1905. Links das Dienstgebäude der Eisenbahn.

Das Dienstgebäude der Eisenbahn ist ein neogotisches, denkmalgeschütztes Gebäude in Heilbronn, Bahnhofstraße 20.

## Beschreibung
Der dreigeschossige Ziegelbau wurde 1902 als Verwaltungsgebäude für die Königlich Württembergischen Staats-Eisenbahnen nach Plänen des Architekten Hartmann aus der Königlichen Württembergischen Eisenbahnbauinspektion an der Bahnhofstraße östlich des Heilbronner Hauptbahnhofs erbaut. Zwischen dem Gebäude und dem Bahnhof wurde 1906 noch das Postamt am Bahnhof erbaut.
Das Gebäude hat eine Werksteinfassade, die zur Bahnhofsstraße hin durch einen Risalit gegliedert wurde. Dieser hat Zwillings- und Drillingsfenster sowie eine Dekoration im Stil der Spätgotik. Eine Seite des Gebäudes gestaltete man mit einem Treppengiebel als oberen Abschluss. Das Gebäude ist ein Beispiel dafür, wie man den spätgotischen Stil im Historismus kopierte, so wie er sich in Deutschland in Burgen und Festungen präsentierte.
2010 wurde das Gebäude vollständig saniert und anschließend mit rund 970 Quadratmetern Nutzfläche als Bürogebäude genutzt.